# بوروویکوو
بوروویکوو (به لاتین: Borovikovo) یک منطقهٔ مسکونی در روسیه است که در سرزمین آلتای واقع شده‌است.